# ستيبان كوسيرا
ستيبان كوسيرا (بالتشيكية: Štěpán Kučera)‏ هو لاعب كرة قدم تشيكي في مركز الدفاع، ولد في 11 يونيو 1984 في براغ في جمهورية التشيك. شارك مع منتخب التشيك تحت 19 سنة لكرة القدم ومنتخب جمهورية التشيك تحت 21 سنة لكرة القدم. أما مع النوادي، فقد لعب مع سبارتا براغ وكلوب بروج ونادي إيرتيش بافلودار ونادي توبول ونادي كلادنو ونادي يابلونتس.

## وصلات خارجية
- ستيبان كوسيرا على موقع الاتحاد الأوربي (الإنجليزية)
- ستيبان كوسيرا على موقع الاتحاد التشيكي (الإنجليزية)
- ستيبان كوسيرا على موقع قاعدة بيانات كرة القدم.إي يو (الإنجليزية)
- ستيبان كوسيرا على موقع Soccerway.com (الإنجليزية)
- ستيبان كوسيرا على موقع عالم كرة القدم.نت (الإنجليزية)